# 학성초등학교 (강원)
학성초등학교는 대한민국 강원특별자치도 원주시 태장동에 있는 공립 초등학교다.

## 학교 연혁
- 1941년 4월 1일 원주봉산공립국민학교 유문간이학교 인가
- 1944년 5월 20일 유문공립국민학교 개교(원주시 학성동 152-1 소재)
- 1945년 12월 1일 학성국민학교 교칭 개명
- 1996년 3월 1일 학성초등학교 교칭 개명
- 2020년 3월 2일 원주시 치악로 2009-1(태장1동 713-1)로 신축 이전
- 2022년 1월 6일 제75회 졸업식(109명 졸업 - 총 19,102명 졸업)
- 2022년 3월 1일 제27대 오세현 교장 부임

## 학교 상징
- 교화 - 장미 : 사랑스러움, 아름답게 빛나는 얼굴 모습, 온화한 마음, 아름다움, 존경
- 교목 - 느티나무 : 건강, 인내, 변함없는 우정을 상징

## 참고 자료
- 학성초등학교 - 한국교육학술정보원 학교알리미